# Scuarul „Mihai Eminescu” din Chișinău
Scuarul „Mihai Eminescu” (denumit uneori parcul „Mihai Eminescu”) este un scuar din centrul Chișinăului, una dintre atracțiile turistice din centrul istoric. Este amplasat în contextul arhitectural al clădirilor adiacente: Teatrul Național „Mihai Eminescu”, sediul OTP (edificiu în trecut istoric, cu aspect semnificativ modificat în prezent), Sala cu Orgă, precum și bulevardul Ștefan cel Mare și Sfânt.
Scuarul a fost renovat în anul 2020. În cadrul procesului de reabilitare, a fost înlocuit pavajul vechi, remodelate căile de acces și zonele verzi, instalat sistem automatizat de irigare și mobilier urban. De asemenea, în zona de odihnă au fost montați stâlpi de iluminat ornamentali, precum și un sistem acustic destinat evenimentelor mondene și difuzarea programelor radiofonice teatralizate.
Renovarea a devenit subiect de controversă, dat fiind faptul, că în urma acesteia, au fost defrișați majoritatea arborilor, au fost plantați mult mai puțini copaci în loc, iar o mare parte a suprafeței a devenit betonată.
O bună parte din istoria sa, pe teritoriul scuarului a fost amplasată o piață improvizată de suveniruri, tablouri, și alte obiecte decorative legate de Chișinău. Odată cu renovarea, piața a fost strămutată pe strada Columna, lângă Scuarul Catedralei și strada pietonală „Eugen Doga”.